# Servicio de Emergencias del Principado de Asturias
El Servicio de Emergencias del Principado de Asturias (SEPA) es la entidad pública que presta los servicios de atención de llamadas de emergencia a través del teléfono 112, protección civil, bomberos y salvamento en el territorio del Principado de Asturias.
Está situado en Lugo de Llanera

## Historia
En la década de 1980 tan sólo contaban con servicio de bomberos en Asturias los ayuntamientos de Oviedo, Gijón, Avilés, Mieres y Langreo, pues la ley sólo obligaba a los municipios con una población superior a los 20.000 habitantes a ofrecer este servicio. Los incendios forestales eran atendidos por la administración central española a través del Icona.
En 1984 el Ministerio de Agricultura del gobierno de España traspasa las competencias de incendios forestales al Principado de Asturias a través del Real Decreto 1357/84, asumiendo la Consejería de Agricultura del Principado dichas competencias. En 1985 el gobierno del Principado separa las competencias en materia de extinción de incendios, dejando la prevención en la Consejería de Agricultura y la vigilancia y extinción en la Consejería de Interior, creando así el embrión el futuro servicio autonómico de extinción de incendios y salvamento.
Ante la imposibilidad de que los ayuntamientos con una población menor a los 20.000 habitantes establezcan sus propios servicios de bomberos, el gobierno del Principado realiza un estudio para evaluar la mejor fórmula para la prestación del servicio. De esta manera el 29 de noviembre de 1989 se crea el Consorcio de Extinción de Incendios, Salvamento y Protección Civil del Principado de Asturias (CEISPA), formado por el Principado de Asturias y 65 ayuntamientos de la comunidad autónoma. En los años siguientes se consorcian el resto de ayuntamientos asturianos hasta llegar a un número de 76, quedando fuera los ayuntamientos de Oviedo y Gijón que cuentan con sus propios servicios.
El CEISPA crece realizándose varias infraestructuras como parques de bomberos y helipuertos, adquiriendo una gama de vehículos específicos para las diferentes emergencias en las que el organismo interviene y contratando diferente personal.
El 15 de octubre de 2001 se disuelve el CEISPA y se crean los entes públicos 112 Asturias y Bomberos del Principado de Asturias, adscritos ambos a la recién creada Dirección de Seguridad Pública, los cuales se fusionan en 2013 formando el Servicio de Emergencias del Principado de Asturias (SEPA). Desde 2004, mantiene también un convenio de colaboración con la Brigada Central de Salvamento Minero con sede en Sama.

## Parques de bomberos[2]
- Avilés
- Barres (Castropol)
- Cangas del Narcea
- Cangas de Onís
- Caso
- Grado
- Grandas de Salime
- Ibias
- La Morgal (Llanera)
- Llanes
- Mieres
- Piloña
- Pravia
- Proaza
- San Martín del Rey Aurelio
- Somiedo
- Tineo
- Valdés (Luarca)
- Villaviciosa

Oviedo y Gijón cuentan con parques de bomberos municipales, no pertenecientes al Servicio de Emergencias del Principado de Asturias.